# Grb Džibutija
Grb Džibutija je službeno usvojen nakon proglašenja nezavisnosti 27. lipnja 1977.
Grb je okružen lovorovim granama. U sredini se nalazi štit, iza kojeg je koplje. Iznad koplja je crvena zvijezda. Ispod štita su dvije ruke koje drže velike noževe. Te dvije ruke predstavljaju dvije glavne etničke grupe Džibutija: Afare i Isse.